# Cummings (Familienname)
Cummings ist ein englischer Familienname.

## Namensträger
- Alexander Cummings (1810–1879), US-amerikanischer General und Politiker
- Amos J. Cummings (1841–1902), US-amerikanischer Politiker
- Arthur J. Cummings (1882–1957), britischer Journalist
- Ashleigh Cummings (* 1992), australische Schauspielerin
- Bart Cummings (1927–2015), australischer Pferdesporttrainer
- Blondell Cummings (1944–2015), US-amerikanische Tänzerin und Choreografin
- Burton Cummings, kanadischer Musiker und Songschreiber
- Carol Cummings (* 1949), jamaikanische Sprinterin und Weitspringerin
- Chris Cummings (* 1975), kanadischer Country-Sänger, Songwriter und Schauspieler
- Clara Eaton Cummings (1855–1906), US-amerikanische Botanikerin und Hochschullehrerin
- Constance Cummings (1910–2005), britische Schauspielerin
- Constance Cummings-John (1918–2000), sierra-leonische Frauenrechtlerin, Politikerin und Lehrerin
- Daniel Cummings (* 2006), schottischer Fußballspieler
- Dave Cummings (1940–2019), US-amerikanischer Pornodarsteller, -regisseur und -produzent
- David Cummings (Leichtathlet) (1894–1987), britischer Leichtathlet
- David Cummings (Schachspieler) (* 1961), britisch-kanadischer Schachspieler
- David Cummings (Drehbuchautor) (auch Dave Cummings), britischer Drehbuchautor, Schauspieler und Musiker
- Dominic Cummings (* 1971), britischer Politikberater
- E. E. Cummings (1894–1962), US-amerikanischer Dichter und Schriftsteller
- Elijah Cummings (1951–2019), US-amerikanischer Politiker
- Emerson LeRoy Cummings (1902–1986), US-amerikanischer Generalleutnant
- Emmanuel Cummings, sierra-leonischer Politiker
- Erin Cummings (* 1977), US-amerikanische Schauspielerin
- Fred Cummings (1931–2019), US-amerikanischer Physiker
- Fred N. Cummings (1864–1952), US-amerikanischer Politiker
- Hárold Cummings (* 1992), panamaischer Fußballspieler
- Henry J. B. Cummings (1831–1909), US-amerikanischer Politiker
- Herbert J. Cummings (1915–2000), US-amerikanischer Wirtschaftswissenschaftler
- Herbert Wesley Cummings (1873–1956), US-amerikanischer Politiker
- Homer S. Cummings (1870–1956), US-amerikanischer Politiker
- Howard Cummings (* 1954), US-amerikanischer Filmarchitekt
- Iris Cummings (1920–2025), US-amerikanische Schwimmerin und Pilotin
- Irving Cummings (1888–1959), US-amerikanischer Schauspieler und Regisseur
- Jack Cummings (1900–1989), US-amerikanischer Filmproduzent
- Jason Cummings (* 1995), schottischer Fußballspieler
- Jeremiah Cummings (Jerry), US-amerikanischer Prediger und Sänger
- Jim Cummings (* 1952), US-amerikanischer Synchronsprecher
- Jim Cummings (Regisseur) (* 1986), US-amerikanischer Filmregisseur und Drehbuchautor
- John Cummings (Bankier) (1812–1898), US-amerikanischer Bankier und Mäzen
- John Cummings (Journalist) (* 1931), US-amerikanischer Journalist und Autor
- John Cummings (Politiker) (* 1943), britischer Labour-Politiker
- John Cummings, Geburtsname von Johnny Ramone (1948–2004), US-amerikanischer Gitarrist
- John Michael Cummings (* 1963), US-amerikanischer Schriftsteller
- Keith Cummings (1906–1992), australischer Bratschist
- Laurence Cummings (* 1968), britischer Cembalist, Dirigent und Hochschullehrer
- Louise Duffield Cummings (1870–1947), kanadisch-amerikanische Mathematikerin und Hochschullehrerin
- Midre Cummings (* 1971), US-amerikanischer Baseballspieler
- Mildred Cummings, bekannt als Little Miss Cornshucks (1923–1999), US-amerikanische Sängerin und Songwriterin
- Pat Cummings (1956–2012), US-amerikanischer Basketballspieler
- Quinn Cummings (* 1967), US-amerikanische Schauspielerin und Unternehmerin
- Ray Cummings (1887–1957), US-amerikanischer Science-Fiction-Autor
- Robert Cummings (1910–1990), US-amerikanischer Schauspieler
- Robert Cummings (Musiker) (* 1968), kanadischer Musiker und Produzent
- Robert E. Cummings (* 1967), US-amerikanischer Philologe
- Samuel Cummings (1927–1998), US-amerikanischer Waffenhändler
- Scott Cummings (* 1996), schottischer Rugby-Union-Spieler
- Steve Cummings (* 1981), britischer Radrennfahrer
- Susan Cummings (1930–2016), US-amerikanische Schauspielerin
- Terry Cummings (* 1961), US-amerikanischer Basketballspieler

- Thomas Cummings (* 1982), US-amerikanischer Sänger, bekannt unter dem Künstlernamen Tommy Vext
- Thomas G. Cummings (* 1944), US-amerikanischer Wirtschaftswissenschaftler
- Thomas L. Cummings, Sr., US-amerikanischer Politiker
- Thomas Seir Cummings (1804–1894), US-amerikanischer Maler
- Tommy Cummings (1928–2009), englischer Fußballspieler und -trainer
- Vonteego Cummings (* 1976), US-amerikanischer Basketballspieler
- Walter J. Cummings (1916–1999), US-amerikanischer Jurist und Politiker
- Whitney Cummings (* 1982), US-amerikanische Schauspielerin
- Will Cummings (* 1992), US-amerikanischer Basketballspieler
- William Hayman Cummings (1831–1915), englischer Komponist und Organist